# Ateleute pallidipes
Ateleute pallidipes là một loài tò vò trong họ Ichneumonidae.